# Urkübl
Der Urkübl ist ein 2010 m ü. A. hoher Berg in der Ankogelgruppe der Zentralalpen im österreichischen Bundesland Salzburg.

## Lage und Umgebung
Der Gipfel des Urkübls erhebt sich an der Grenze zwischen den Gemeinden Dorfgastein im Süden und Sankt Veit im Pongau im Norden. Der Gipfelbereich und die nördlichen Hänge gehören zum 867,05 ha großen Naturschutzgebiet Paarseen-Schuhflicker-Heukareck. Es gibt mehrere Almen, die in der Ortschaft Maierhofen liegen: die Lenzbauernalm im Südosten, die Mitterer-Heimalm und die Paulbauernalm im Süden sowie die Maierhoferalmen im Südwesten.
Am Berg entspringen mit dem Thomersbach ein rechtsseitiger Nebenbach der Salzach und mit dem Kranzlgraben, dem Einfanggraben und dem Bründlgraben drei rechtsseitige Nebenbäche der Gasteiner Ache. Der Urkübl zählt zu den 55 Gipfeln des Gasteinertals, für deren vollständige Besteigung der Gasteiner Gipfelkranz vergeben wird, die höchste Klasse der Gasteiner Wandernadeln des Österreichischen Alpenvereins.

## Geologie
Der Gipfelbereich ist von Phyllit, Kalkschiefer und Quarzit des Tauernfensters (Penninikum) geprägt. An den nördlichen Hänge kommen Arkosegneis, Quarzit und Chloritschiefer vor, an den südlichen Hängen Calcit-Marmor und Kalkschiefer.

## Fauna und Flora
Über die südlichen Hänge in Gipfelnähe erstreckt sich eine Gamswild-Ruhezone, die von 1. Dezember bis 31. Mai nicht betreten werden darf. Auf den Hängen nördlich des Gipfels wachsen Rostblättrige Alpenrosen (Rhododendron ferrugineum). Am östlichen Bergrücken wurde Obir-Aschenkraut (Tephroseris longifolia) gefunden.